# What the Butler Saw
What the Butler Saw ist eine Farce des englischen Dramatikers Joe Orton (1933–1967). Das Stück feierte am 5. März 1969 Premiere im Londoner Queen’s Theatre. Es war Ortons letztes Werk und nach Funeral Games (1968) das zweite, das nach seiner Ermordung aufgeführt wurde. What the Butler Saw gilt als das beste Werk des „Meisters der extremen Farce“. Durch spätere Inszenierungen des Stückes erlangten hoch angesehene Darsteller wie Kate Winslet und David Tennant erste größere Aufmerksamkeit am Beginn ihrer Karrieren.

## Handlung
Das Stück besteht aus zwei Akten, die Pause stellt dabei keinen Bruch dar, die Handlung ist fortlaufend und zusammenhängend. Hauptfigur ist Dr. Prentice, ein Psychiater, der versucht, seine attraktive zukünftige Sekretärin Geraldine Barclay zu verführen. Zu Beginn des Stückes befragt Prentice Barclay im Rahmen des Bewerbungsgespräches. Als Teil des „Interviews“ überredet er sie, sich auszuziehen. Die Situation verschärft sich weiter, als Mrs Prentice den Raum betritt. Um sein Verhalten vor seiner Frau geheim zu halten, versteckt er die junge Frau hinter einem Vorhang. Seine Frau hat jedoch ganz eigene Sorgen: sie ließ sich ebenfalls auf eine Liaison ein und wird nun von ihrer Liebschaft Nicholas Beckett mit expliziten fotografischen Beweisen ihrer Untreue erpresst. Sie verspricht ihm die Sekretärenstelle der Klinik, was für weitere Wirrungen sorgt, so geben sich beispielsweise im Verlauf der Handlung Nicholas, Geraldine und ein Polizist (Sergeant Match) als Angehörige des jeweils anderen Geschlechtes aus. Die Praxis von Dr. Prentice ist zudem Gegenstand einer Untersuchung von Seiten der Regierung unter Leitung von Dr. Rance. Bei der Inspektion treten die chaotischen Zustände in der Klinik zutage. Dr. Rance berichtet, er wolle die vorgefundene Situation als Vorlage für ein neues Buch nutzen: „The final chapters of my book are knitting together: incest, buggery, outrageous women and strange love-cults catering for depraved appetites. All the fashionable bric-a-brac.“ Wie für eine Farce typisch werden die von Beginn an chaotischen Wirrungen im Handlungsverlauf zunehmend absurder, kaum ein gesellschaftliches Tabu bleibt von Ortons satirischem Blick unberührt, in der klimaktischen Schlussszene wird schließlich beispielsweise ein abgetrennter menschlicher Penis als „the missing parts of Sir Winston Churchill“ (die fehlenden Teile von Sir Winston Churchill) präsentiert.

## Produktionen

### Bühne
| Jahr      | Theater/Ensemble                   | Regie                                                                                   | Dr. Prentice                                                                            | Mrs Prentice                                                                            | Nicholas Beckett                                                                        | Geraldine Barclay                                                                       | Dr. Rance                                                                               | Sergeant Match                                                                          | Anmerkungen |
| --------- | ---------------------------------- | --------------------------------------------------------------------------------------- | --------------------------------------------------------------------------------------- | --------------------------------------------------------------------------------------- | --------------------------------------------------------------------------------------- | --------------------------------------------------------------------------------------- | --------------------------------------------------------------------------------------- | --------------------------------------------------------------------------------------- | --- |
| 1969 (UA) | Queen’s Theatre (West End, London) | Robert Chetwyn                                                                          | Stanley Baxter                                                                          | Coral Browne                                                                            | Hayward Morse                                                                           | Julia Foster                                                                            | Ralph Richardson                                                                        | Peter Bayliss                                                                           | Produktion: Lewenstein-Delfont Productions Ltd & H. M. Tennent Ltd; Ausgestaltung (Bühnenbild, Licht etc.): Hutchinson Scott |
| 1994      | Royal Exchange Theatre             | Robert Delamere                                                                         | David Horovitch                                                                         | Deborah Norton                                                                          | Neil Stuke                                                                              | Kate Winslet                                                                            | Trevor Baxter                                                                           | Billy Hartman                                                                           | [ 2 ] [ 3 ] |
| 1994      | Theatre Royal, Bath                | Phyllida Lloyd                                                                          | John Alderton                                                                           | Nicola Pagett                                                                           | David Tennant                                                                           | Debra Gillett                                                                           | Richard Wilson                                                                          | Jeremy Swift                                                                            | Produktion des Royal National Theatre                                                                                        |
| 1995      | Lyttelton Theatre (RNT)            | Phyllida Lloyd                                                                          | John Alderton                                                                           | Nicola Pagett                                                                           | David Tennant                                                                           | Debra Gillett                                                                           | Richard Wilson                                                                          | Jeremy Swift                                                                            | Produktion des Royal National Theatre                                                                                        |
| 2008      | Audimax der Universität Hamburg    | The University Players (Theatre Workshop des Instituts für Anglistik und Amerikanistik) | The University Players (Theatre Workshop des Instituts für Anglistik und Amerikanistik) | The University Players (Theatre Workshop des Instituts für Anglistik und Amerikanistik) | The University Players (Theatre Workshop des Instituts für Anglistik und Amerikanistik) | The University Players (Theatre Workshop des Instituts für Anglistik und Amerikanistik) | The University Players (Theatre Workshop des Instituts für Anglistik und Amerikanistik) | The University Players (Theatre Workshop des Instituts für Anglistik und Amerikanistik) | Produktionsleitung: Julia Siebrecht; deutsche Erstaufführung (mit englischem Originaltext)                                   |
| 2012      | Vaudeville Theatre (West End)      | Sean Foley                                                                              | Tim McInnerny                                                                           | Samantha Bond                                                                           | Nick Hendrix                                                                            | Georgia Tennant                                                                         | Omid Djalili                                                                            | Jason Thorpe                                                                            | strictly limited run von 16 Wochen (ca. 130 Aufführungen)                                                                    |
| 2017      | Curve Theatre (Leicester)          | Nikolai Foster                                                                          | Rufus Hound                                                                             | Catherine Russell                                                                       | Jack Holden                                                                             | Dakota Blue Richards                                                                    | Jasper Britton                                                                          | Ravi Aujla                                                                              | In Leicester wurde Orton am 1. Januar 1933 geboren.                                                                          |

### Fernsehen
Die British Broadcasting Corporation adaptierte das Stück für ihre BBC2-Reihe Theatre Night. Shaun Sutton produzierte die Adaption, Barry Davis führte Regie, die erste Ausstrahlung erfolgte am 24. Mai 1987. In den Hauptrollen waren unter anderen Prunella Scales (Mrs Prentice) und Timothy West (Dr. Rance) vertreten.
Am 18. September 1995 sendete Channel 4 im Rahmen ihrer Reihe Blow Your Mind – See a Show einen kurzen Ausschnitt des Stückes. In den Hauptrollen waren dort Brian Cox (Dr. Prentice), Clive Owen (Nicholas Beckett) und andere zu sehen.